# Canzoni di Primavera
Canzoni di Primavera è un album musicale contenente canzoni dedicate alla primavera. L'anno di pubblicazione è il 1994 e l'editore è Antoniano.

## Tracce
1. Supercalifragilisticespiraldiloso
2. Le sette figlie di Santa Cecilia
3. Io ho un amico che
4. Il coro del Creato
5. Nella vecchia fattoria
6. Tre sorprese
7. Don Burlon
8. Muri grilli tegole rosse
9. La canzone di Amedeo
10. AAA Compero
11. Se per miracolo
12. Le rondinelle
13. Speranza
14. Che serata-ta-ta